# Gajówka Wschodnia
Gajówka Wschodnia – wieś w Polsce położona w województwie mazowieckim, w powiecie węgrowskim, w gminie Stoczek.
W latach 1975–1998 miejscowość administracyjnie należała do województwa siedleckiego.
Wierni Kościoła rzymskokatolickiego należą do parafii św. Stanisława Biskupa Męczennika w Stoczku.